# الأقلية الألمانية في بولندا

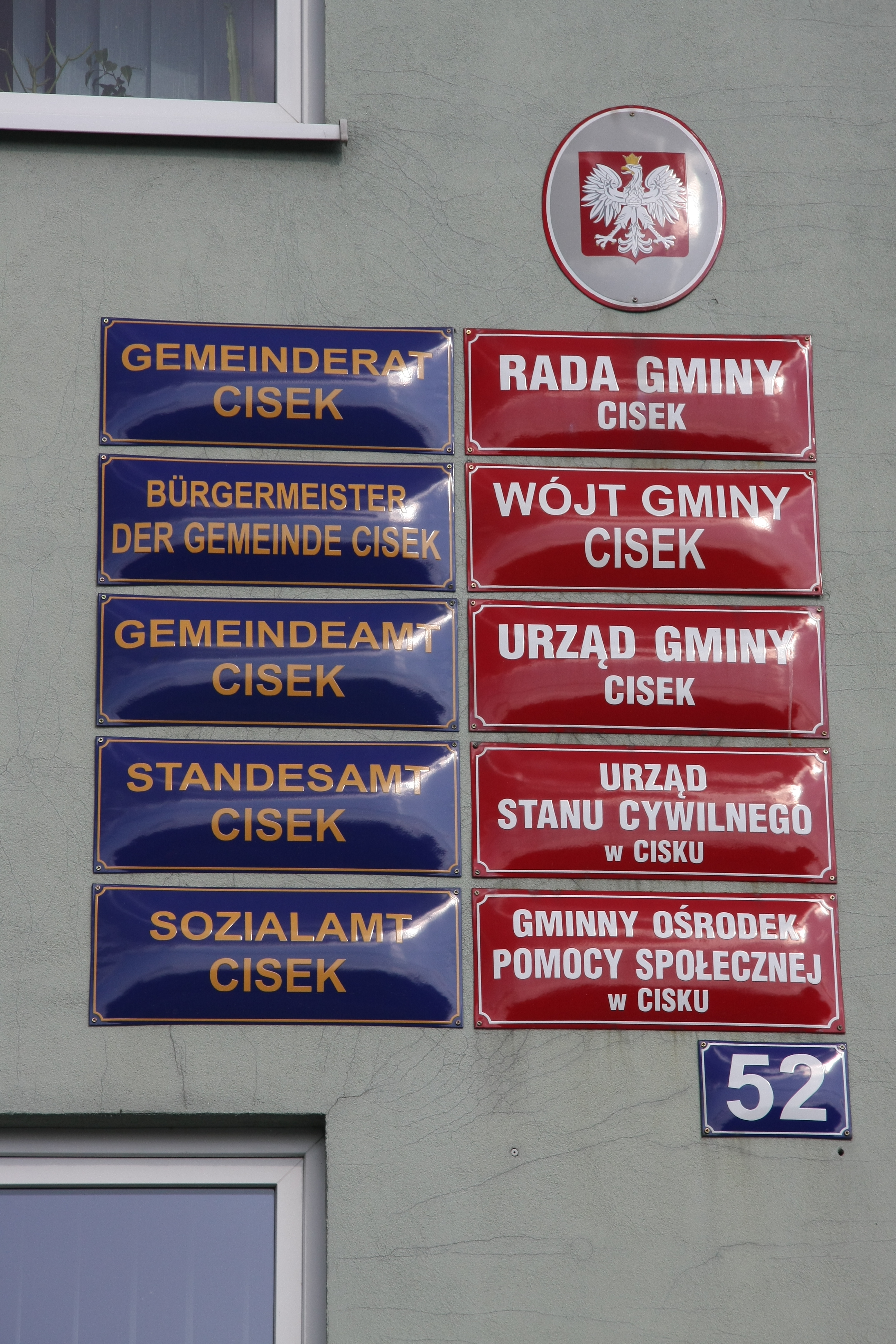
لافتات بالبولندية والألمانية في شيسك

تعد الأقلية الألمانية في بولند منذ عام 1991 أقلية قومية معترف بها، وكانت الأقلية الألمانية المسجلة في بولندا في الإحصاء الوطني لعام 2011 تتألف من 148 ألف شخص،منهم 64،000 مزيج من العرق الألماني والبولندي و 45000 من العرق الألماني فقط.